# 伊芙·罗素
伊芙·罗素（英語：Eve Russell）是美国肥皂剧《激情》的虚构人物，该剧于1999至2007年在全国广播公司播出，2007至2008年继续在播映。人物由电视剧主创人、首席编剧詹姆斯·赖利创作，节目播出期间均由特蕾西·罗斯扮演。2003年，阿曼达·麦登与金伯莉·凯文·威廉姆斯分别在闪回情节扮演童年与夜总会歌手时期的伊芙。罗斯参演电视剧《瑞安的希望》期间很不顺利，一度对是否参加《激情》试镜犹豫不决，后来得知剧中的超自然和奇幻元素才下决心。全国广播公司有意确保日间节目演员族群多元化，罗斯因此入选。她的演出主要借鉴1957年电影《三面夏娃》女主角瓊安·伍華德，以及艾茵·兰德1943年小说《源頭》中的凯瑟琳·哈尔西。
伊芙是《激情》中罗素家族一员，出场时是T·C·罗素的贤妻，惠特尼与西蒙妮的良母，一家人生活在美國東北部虚构小镇哈蒙尼。伊芙曾与朱利安·克兰相恋且生下孩子，对此她竭力掩盖，但继父的女儿丽兹·桑伯恩从中作梗报复她当年抛弃家人，令伊芙的婚姻和家庭土崩瓦解。人物后期剧情主要关注她和朱利安时断时续的恋情，以及两人儿子的身份，剧中人物和现实传媒都曾长期以为他们的儿子是查德·哈里斯-克兰，但最终揭示却是文森特·克拉克森。罗斯与罗德尼·范·约翰逊在全国广播公司黄金时段电视剧《普罗维登斯》大结局客串出演伊芙和罗素。《激情》大结局后，节目的大量物品拍卖，其中包括伊芙的道具和服装。
罗斯的演出赢得评论界和剧迷好评，但节目演员对人物后期情节反响不佳。剧迷把伊芙和朱利安并称“伊芙安”，《肥皂剧周刊》称两人“《激情》扭计冤家”，评论员认可两位演员间的化学反应。罗斯觉得两人感情真实呈现异族恋，她因出演伊芙八次获有色人种进步协会形象奖最佳剧情类日间电视剧女主角提名，并在2007年胜出。

## 发展

### 人物创作和演员选择
特蕾西·罗斯（Tracey Ross）1985至1987年在肥皂剧《瑞安的希望》（Ryan's Hope）扮演戴安娜·道格拉斯（Diana Douglas），该剧一直面临取消风险，罗斯感到非常难受，就像“在太平间上班”，所以对是否参与《激情》（Passions）试镜颇感犹豫。她起初谢绝出演伊芙·罗素的邀请，但全国广播公司没有放弃，持续劝说数月之久，直到经纪人说服她去找《激情》选角总监杰基·布里斯基（Jackie Briskey）试镜。罗斯自称是看到剧中人物格蕾丝·贝内特（Grace Bennett）飘出自家窗户才知道原来《激情》这么“邪门儿”。她看到首周剧本后就觉得这正是“我喜欢的节目”，主要看中其中的超自然和奇幻内容。从1999年7月5日《激情》首播到2008年8月7日大结局，伊芙均由罗斯扮演。2003年，阿曼达·麦登（Amanda Maiden）与金伯莉·凯文·威廉姆斯（Kimberly Kevon Williams）分别在闪回情节扮演童年与夜总会歌手时期的伊芙。罗斯觉得《激情》与《瑞安的希望》截然相反，《激情》是“肥皂剧的春天”，演职人员对未来情节倍感兴奋；《瑞安的希望》就是“冬天”，大家都在担心节目取消。
全国广播公司日间节目高级副总裁喜来登·卡卢里亚（Sheraton Kalouria）透露，《激情》中的罗素一家是非裔美国人家族，洛佩兹-菲茨杰拉德（Lopez-Fitzgerald）一家是西班牙裔，确保剧情不受演员肤色左右。罗斯认为伊芙身为非裔对剧情没有影响：“如果想把我出演的角色换成其他族裔，他们不需要修改任何内容……她是人（不因种族、肤色改变）”。罗斯自称接演伊芙的主要原因就是剧中族裔多元化，还称能感受到“全国广播公司的巨大支持”，“黑人及西班牙裔人物都是《激情》剧情至关重要的组成部分”。在她看来，伊芙令电视上呈现的非裔美国人和异族恋更加全面。

### 人物特征和演出反响
《激情》官方网站声称伊芙事业有成，是“美丽且极富同情心的小镇医生”，阿特拉斯学会（The Atlas Society）的约翰·伯尔劳（John Berlau）就称她是利他主义者。罗斯起初觉得伊芙是“所有人最好的朋友、小镇良医、了不起的母亲”，这种人很好演。但随着剧情展开，伊芙为保守过去的秘密不择手段，罗斯感到表演难度大增。。女演员认为人物变化在情感角度极具挑战，就像“毫无理由地把你投进大狱还想你坦然接受”，或是“天神无缘无故地就是要整人”。媒体采访时请罗斯用短句全面描述伊芙，她回答“矛盾重重的谜团”。在她看来，扮演伊芙“就像有人说你最亲密的朋友在行可耻之事”。罗斯很高兴剧中伊芙是活生生的人，不是彻底的伟光正，也不会坏到掉渣，有缺点也有令人钦佩的优点。她后来还表示，伊芙以昔日经历和与朱利安·克兰（Julian Crane）交往并生下孩子为耻，无法向家人坦承过去，这与2002年喜剧片《热力师奶》（The Banger Sisters）里蘇珊·莎蘭登所饰拉维妮娅·金斯利（Lavinia Kingsley）悔恨年少轻狂的心理异曲同工。
罗斯在接受阿特拉斯学会采访时表示，艾茵·兰德的客觀主義哲学对她扮演伊芙影响很大，伊芙“总是愿意牺牲，正如艾茵·兰德所说的那样，人总是委曲求全”。她把伊芙与兰德1943年小说《源頭》中的凯瑟琳·哈尔西（Catherine Halsey）相比，特别是小说中段凯瑟琳“彻底被毁”以前。在罗斯看来，伊芙的自我牺牲已经没有底线，她自认崇尚个人主义，但实际为人截然相反。罗斯自称演出还受瓊安·伍華德在1957年电影《三面夏娃》里扮演的解離性身分疾患伊芙·怀特（Eve White）影响，她研究社会病态与心理病态著作来理解人物为什么不惜任何代价都要掩盖过去。罗斯在拍摄期间坚持写日记，以便更好地理解人物，为将来演出打基础。她还利用2001年小说《隐藏激情：塔比莎·莱诺克斯日记探秘》（Hidden Passions: Secrets from the Diaries of Tabitha Lenox）理解伊芙的过往。伊芙与朱利安的恋情非常短暂，但却令“纯真少女变成在54俱樂部舞池做爱的女人”，这令罗斯颇感意外。重新检视人物过往经历后，她决定把人物陷入毒品和卖淫业的一面表现得“更直接、狂野和冲动”，“不受限制、彻底奔放”。

### 人物关系
罗斯节目早期着重关注伊芙与格蕾丝和艾薇·温思罗普（Ivy Winthrop）的关系，觉得伊芙不惜采用犯罪这样的极端手段也要掩盖过去，证明她对格蕾丝的感情坚不可摧。扮演艾薇的金·约翰斯顿·乌尔里希（Kim Johnston Ulrich）认为，艾薇把伊芙当成唯一的朋友。罗斯称伊芙敬重艾薇“掌握局面的能力”，“而不是永远都如履薄冰”。在她看来，艾薇勒索伊芙只为加深两人联系，是“艾微对朋友最亲密的举动”，伊芙认为两人关系的基础是渴望友谊。
罗斯认为伊芙与克兰的关系真实呈现异族恋，伊芙不是异族恋“活生生而且会走的哲学声明”，而是有血有肉的完整个体。罗斯称赞节目为伊芙的角色发展奠定坚实基础，形象深入人心而不仅是过客，类似艾倫·狄珍妮为《威尔与格蕾丝》铺平道路。罗斯与诠释伊芙继父之女丽兹·桑伯恩（Liz Sanbourne）的阿米莉亚·马歇尔（Amelia Marshall）认为，伊芙与克兰的恋情着重体现社会阶层差异而非种族差异。罗斯起初对扮演极其引人注目的情侣备感压力，一心只想做到最好，《激情》取消后，她自认最喜欢的情节就是这段恋情。在她看来，两人的爱情故事可与罗密欧与朱丽叶相提并论。节目闪回情节常见伊芙演唱歌曲《宝贝已去》（My Baby's Gone），旨在代表她和朱利安的感情。这首歌和另外四曲都是罗斯亲自演唱，没有借助自动调谐。《激情》是罗斯首次在节目献唱，自称为此与声乐教练合作，嗓音“真诚、柔和、不刺耳”。

## 出场

### 2001年：《隐藏激情：塔比莎·莱诺克斯日记探秘》
据《隐藏激情：塔比莎·莱诺克斯日记探秘》记载，伊芙是哈佛大学教授沃伦·约翰逊（Warren Johnson）和新闻工作者谭雅·林肯·约翰逊（Tanya Lincoln Johnson）的独女，两人平时非常繁忙:12。《激情》里伊芙变成美国南部穷苦家庭出身，父亲姓名不变，母亲鲁比（Ruby）改嫁已有女儿丽兹的桑伯恩氏。伊芙少女时代离家出走，到波士顿当爵士歌手，结识朱丽安·克兰并染上酗酒、吸毒恶习，走上卖淫道路。她与同为爵士歌手的克里斯托·哈里斯（Crystal Harris）结为密友，因酒後駕駛撞伤未来的丈夫罗素（T. C. Russell），后者的网球事业因此告终。罗素不知撞人的是伊芙，以为是朱利安开车。伊芙发现身怀有孕后与朱利安分手，阿利斯泰尔·克兰（Alistair Crane）安排儿子朱利安迎娶前州长哈里森·温思罗普（Harrison Winthrop）的女儿艾薇。伊芙只把怀孕的秘密告诉克里斯托，后者为她接生。
伊芙本以为孩子夭折，但2007年发现文森特·克拉克森（Vincent Clarkson）正是她当年与朱利安的儿子。《隐藏激情》的情节表明文森特是在圣诞节出生，:233阿利斯泰尔聘请职业杀手谋杀文森特，但杀手杰克（Jack）一时心软私下把婴儿送进社会福利机构:237。《激情》改变这段情节，阿利斯泰尔把文森特养大，但利用各种虐待和操纵手段把孩子变成手中工具，维持他对小镇哈蒙尼（Harmony，意为和谐）的控制权。《激情》长期暗示伊芙与朱利安的儿子是查德·哈里斯-克兰，后来揭露他是阿利斯泰尔强奸丽兹所生。伊芙以为儿子夭折，放弃音乐事业离开波士顿到医学院深造。阿利斯泰尔向伊芙支付封口费，要求她不得透露与朱利安的关系，而且不能把生下孩子的消息告诉朱利安，伊芙用这笔钱支付学费。她后来搬到哈蒙尼，是当地颇受尊敬的医生，嫁给罗素并育有两女惠特尼（Whitney）和西蒙妮。

### 1999至2008年：《激情》
伊芙出场的早期情节主要是她千方百计掩盖过往，避免家人和街坊邻里得知。但艾薇发现能证明伊芙与朱利安交往的证据，用来勒索伊芙设法确保格蕾丝不能和山姆·贝内特（Sam Bennett）结婚。丽兹对姐姐当年离家出走，留她独自面对家庭暴力怀恨在心，2002年来到哈蒙尼报复伊芙，后者没有向家人和镇民透露丽兹的身份。2002至2004年剧情显示丽兹企图把姐姐的秘密公开并勾引姐夫，伊芙这段时间更加依赖朱利安，两人合作寻找当年的孩子。伊芙一心找到孩子，还要应付丽兹的复仇执念，没发现惠特尼与查德相恋。2004年7月，丽兹带着伊芙的婶婶伊尔玛·约翰逊（Irma Johnson）找到罗素，告诉他伊芙曾与朱利安相恋，两人连儿子都生了。惠特尼误以为查德是妈妈和朱利安的儿子，这样她和查德发生性关系就是乱伦，为此她非常痛恨母亲。罗素无法接受伊芙与朱利安生过孩子而且一直用谎言掩饰，两人离婚收场，罗素随后与丽兹相恋。朱利安的妻子丽贝卡·霍奇基斯（Rebecca Hotchkiss）拒绝离婚，但伊芙还是与朱利安再续前缘。
2005年，丽贝卡企图毒杀伊芙，但丽兹误饮毒药。丽兹指控伊芙蓄意谋杀，伊芙被捕后与朱利安更加亲近，罗素同丽兹分手，想与前妻和好。朱利安承诺只要丽贝卡给出有利伊芙的证词就满足她任何要求，法官最后判决流审。此后伊芙在与罗素和朱利安的三角恋中难以决断，既觉得有义务照顾中风的罗素，又想接受朱利安的求婚。她发现朱利安与克兰工业雇员瓦莱丽·戴维斯（Valerie Davis）有外遇，决定与前夫和女儿重归于好并照顾罗素恢复健康。朱利安自称聘请瓦莱丽帮忙寻找孩子，伊芙原谅瓦莱丽并继续与朱利安找儿子。2007年，伊芙和朱利安发现他们的儿子是文森特，犯有多起谋杀、强奸、勒索罪，他们想原谅过往帮助儿子，但伊芙实在无法接受文森特与查德的乱伦和通奸。查德是丽兹和阿利斯泰尔的儿子，所以与文森特既是兄弟又是叔侄，更别说文森特还酗酒并染上毒瘾。伊芙的事业和名声尽毁，并在2007年8月30日文森特疑似去世时精神崩溃。2007年9月7日全国广播公司的《激情》大结局表明文森特是雙性人且患有解離性身分疾患，人格分裂成文森特和瓦莱丽。
《激情》从全国广播公司转向DirecTV，伊芙接下来的剧情主要是与朱利安相恋以及面对文森特的艰难处境。文森特以瓦莱丽的身份勾引父亲朱利安并怀上身孕，然后向满以为他已去世的伊芙揭示一切，包括他的双重身份、性别特征以及怀上父亲孩子的事实，警告伊芙保密否则不惜弑母。他对当年遭阿利斯泰尔绑架，但伊芙一无所知所以没有救援怀恨在心，2007年末开始报复。文森特频繁现身令伊芙压力极大，再度用毒品和酒精自我麻醉，朱利安把她送去戒毒，但文森特又安排伊芙离开戒毒所帮他应对不久后的分娩。文森特的朋友维奇·查茨沃斯（Viki Chatsworth）同样患有心理病态，她反复刺伤朱利安腹股沟并切断阴茎。伊芙为朱利安手术接续阴茎，但文森特有意促使她吸毒饮酒，结果接反阴茎，一旦勃起就会送命。2008年5月，伊芙与朱利亚帮文森特在罗素家的厨房桌子上生下儿子，她还把文森特、瓦莱丽等秘密全部告诉朱利安。伊芙以为身为人母会令文森特重新做人，计划修复母子关系，说服朱利安不要报警。路易斯·洛佩兹-菲茨杰拉德（Luis Lopez-Fitzgerald）与芳茜·克兰（Fancy Crane）、诺亚·贝内特（Noah Bennett）与帕洛玛·洛佩兹-菲茨杰拉德（Paloma Lopez-Fitzgerald）、米格尔·洛佩兹-菲茨杰拉德（Miguel Lopez-Fitzgerald）与凯·贝内特（Kay Bennett）、埃德娜·华莱士（Edna Wallace）与诺玛·贝茨（Norma Bates）四对情侣准备一起举办婚礼，彩排时伊芙向朱利安保证两人无论理智还是情感上都彼此相爱，朱利安承诺如今阿利斯泰尔已死，克兰家族会对以往的作为负责。伊芙等人在彩排晚宴上吃下文森特和维奇下毒的蘑菇酱后丧生，但在女巫塔比莎·莱诺克斯放弃魔法成就重生基督徒时复活。节目最后，凯·贝内特用魔法修复朱利安的阴茎。罗素、惠特尼和西蒙妮都在2007年搬到新奥尔良，大结局出场的罗素家族成员只有伊芙和文森特。

### 其他节目和商品
罗斯与罗德尼·范·约翰逊（Rodney Van Johnson）在全国广播公司黄金时段电视剧《普罗维登斯》大结局客串出演伊芙和罗素，该剧是全国广播公司早期日间黄金时段跨界作品。DirecTV决定停播《激情》后，节目道具和服装在为期两天的公开活动出售，给予剧迷“拥有最喜欢节目道具的机遇”。伊芙的物品也不例外，其中包括为朱利安手术时所穿并溅满血迹的白大褂，还有她醫學士学位的裱框副本。

## 评价

### 演员反响
《激情》一众演员起初对伊芙的人物形象和情节反响良好。约翰逊称赞节目不但包含伊芙这样的非裔角色，而且有“完整的非裔美国人家族”，不致“只是一闪而过”，这在当时的日间电视剧还不多见。约翰逊还称，非裔美国观众同样对罗素家族反响良好。另据约翰逊透露，罗斯在《星探》（Star Search）亮相后一直是非裔社区有名的年轻美女，能与她合作正是自己接演罗素的重要原因。马歇尔觉得丽兹与伊芙的敌对有些荒谬，特别是两人在克兰家族庄园大打出手的情节。马歇尔认可罗斯的演出，还称自己出演的角色一直想找伊芙麻烦，但罗斯却能保持戏外关系友好，这对演员来说是很有价值的天赋，这样的演员能无所畏惧、挥洒自如地演出。
众演员对伊芙的后期情节反响不佳。罗斯很反感伊芙与文森特打交道的情节，对文森特生下亲身父亲的儿子“恶心至极”，起初根本演不下去，直到节目表演教练玛丽亚·奥布赖恩（Maria O'Brien）提点才鼓起勇气演完。节目演员麦肯兹·怀斯摩尔（McKenzie Westmore）谴责伊芙手术时接反朱利安阴茎的情节，认为这是节目取消的重要原因：“这肯定是史上最糟剧情，真不知他们怎么想的！”

### 专业评价
电视评论员和剧迷普遍认可伊芙·罗素。《肥皂剧文摘》（Soap Opera Digest）民意调查多次将罗斯评为《激情》剧迷最喜欢的女演员。《电视指南》不但把罗斯评为肥皂剧十大美女第八位，还称她是《激情》最具天赋的女演员。2006年伯尔劳在采访罗斯时称，伊芙是人气很高的日间电视角色。《自由星报》（The Free Lance–Star）向剧迷征求《激情》情节创意，观众回复声称伊芙与艾薇的敌对情节“在我看过的日间电视节目位居首位”。
评论界普遍看好伊芙与朱利安的恋情。《电视指南》称赞两位演员的化学反响，将伊芙与朱利安列入最佳肥皂剧超级情侣，《肥皂剧周刊》（Soap Opera Weekly）把两人称为“《激情》扭计冤家”。剧迷也喜欢两人的恋情并创造混成詞“伊芙安”（Evian）。据罗斯透露，《激情》没有因关注异族恋情侣招来非议。她曾在接受《肥皂剧周刊》采访时表示，无论是伊芙与朱利安在一起，还是她在现实生活中与扮演朱利安的本·马斯特斯（Ben Masters）交往，估计都会引来种族主义者批判。不过，“Soapdom.com”网站刊登莱斯利安·科克（Lesleyann Coker）的评论指出，这段恋情令朱利安的为人改变，他本来酗酒且对伴侣不忠，但受伊芙影响变得“温柔、软弱、仿佛失去灵魂”。
罗斯因出演伊芙八次获有色人种进步协会形象奖最佳剧情类日间电视剧女主角提名，并在2007年胜出。《Jet》杂志发文称赞伊芙等人组成的罗素家族“混然一体”，而不是装点门面的符号。